# 38a edició dels Premis Sant Jordi de Cinematografia
La 38a edició dels Premis Sant Jordi de Cinematografia va tenir lloc el 30 de maig de 1994 al Teatre-Auditori Sant Cugat a Sant Cugat del Vallès. Un jurat compost per crítics i periodistes cinematogràfics de Barcelona va decidir mitjançant votació els qui eren els destinataris dels premis Sant Jordi que Ràdio Nacional d'Espanya-Ràdio 4 (RNE) concedeix anualment al cinema espanyol i estranger en els diferents apartats competitius i que en aquesta edició distingien a les pel·lícules estrenades al llarg de l'any 1993. L'acte fou presentat per Lorenzo Milá, qui va substituir en un darrer moment Constantino Romero i Mercè Sampietro. Va comptar amb la presència de la ministra de cultura Carmen Alborch i l'alcalde de Sant Cugat del Vallès, Joan Aymerich i Aroca, així com dels actors Emma Suárez, Verónica Forqué, Carme Conesa, Pere Ponce, Juan Echanove i Àlex Casanovas, del director Julio Medem i els periodistes Josep Sandoval i Diego Carcedo. Els guardonats estrangers (Binoche, Irons i Kieslowski) no hi van estar presents. Al final de l'acte es va projectar Bufons i reis de Lluís Zayas Muñoz.

## Premis Sant Jordi

### Premis competitius
| Categoria                              | Premiat           | Labor premiada                             |
| -------------------------------------- | ----------------- | ------------------------------------------ |
| Millor pel·lícula espanyola            | La ardilla roja   | Pel·lícula                                 |
| Millor actor en pel·lícula espanyola   | Juan Echanove     | Madregilda.                                |
| Millor actriu en pel·lícula espanyola  | Emma Suárez       | La ardilla roja                            |
| Millor ópera prima                     | desert            | desert                                     |
| Millor pel·lícula estrangera           | Tres colors: Blau | Pel·lícula                                 |
| Millor actor en pel·lícula estrangera  | Jeremy Irons      | Ferida Madame Butterfly El país de l'aigua |
| Millor actriu en pel·lícula estrangera | Juliette Binoche  | Tres colors: Blau Ferida                   |

### Premis honorífics
| Categoria                           | Premiat           | Labor premiada   |
| ----------------------------------- | ----------------- | ---------------- |
| Premi a la trajectòria professional | José Luis Guarner | Crític de cinema |

## Roses de Sant Jordi
Una vegada més es van lliurar les dues roses de Sant Jordi, premis concedits per votació popular entre els oïdors de Ràdio 4 que recompensen a les que el públic considera millors pel·lícules nacional i estrangera.
| Categoria                    | Premiat            |
| ---------------------------- | ------------------ |
| Millor pel·lícula espanyola  | Kika               |
| Millor pel·lícula estrangera | Els amics de Peter |